# Percichthyidae
Percichthyidae är en familj av fiskar. Percichthyidae ingår i ordningen abborrartade fiskar (Perciformes). Enligt Catalogue of Life omfattar familjen Percichthyidae 36 arter.
Arterna förekommer i floder och i andra sötvattenansamlingar i Australien och södra Sydamerika. De besöker även vikar och flodmynningar med bräckt vatten. Det vetenskapliga namnet är bildat av de grekiska orden perké (abborre) och ichthys (fisk).
Släkten enligt Catalogue of Life:
- Bostockia
- Coreoperca
- Edelia
- Gadopsis
- Guyu
- Maccullochella
- Macquaria
- Nannatherina
- Nannoperca
- Percichthys
- Siniperca